# Komisja Polityki Społecznej
Komisja Polityki Społecznej (skrót: POS) wchodziła w skład stałych komisji sejmowych. Działała do końca III kadencji. W IV kadencji jej zadania przejęła Komisja Polityki Społecznej i Rodziny. Powróciła w V kadencji.  Do zakresu jej działania należały sprawy kształtowania polityki socjalnej państwa, ochrony pracowników, w tym bezpieczeństwa i higieny pracy, analizy systemu płac i kosztów utrzymania. Zajmowała się także sprawami walki z bezrobociem, problemów społecznych i socjalnych, pomocy społecznej, komunalnego budownictwa mieszkaniowego oraz problemów kombatantów. Po wyborach do Sejmu w 2007 została zlikwidowana, a jej zadania przejęła powołana wówczas ponownie Komisja Polityki Społecznej i Rodziny.

## Skład komisji wSejmie V kadencji[1]
Skład komisji w momencie powołania:
- Rajmund Moric (Samoobrona RP) – przewodniczący
- Tadeusz Cymański (PiS) – zastępca przewodniczącego
- Jarosław Duda (PO) – zastępca przewodniczącego
- Tadeusz Tomaszewski (SLD) – zastępca przewodniczącego
- Przemysław Andrejuk (LPR)
- Waldemar Andzel (PiS)
- Urszula Augustyn (PO)
- Leszek Dobrzyński (PiS)
- Karolina Gajewska (PiS)
- Małgorzata Gosiewska (PiS)
- Izabela Jaruga-Nowacka (SLD)
- Mieczysław Kasprzak (PSL)
- Małgorzata Kochan (PO)
- Ewa Kopacz (PO)
- Jacek Krupa (PO)
- Jan Filip Libicki (PiS)
- Marek Łatas (PiS)
- Tadeusz Madziarczyk (PO)
- Andrzej Mańka (LPR)
- Tadeusz Motowidło (SLD)
- Izabela Mrzygłocka (PO)
- Maria Nowak (PiS)
- Małgorzata Olejnik (Samoobrona RP)
- Halina Olendzka (PiS)
- Adam Ołdakowski (Samoobrona RP)
- Anna Pakuła-Sacharczuk (PiS)
- Sylwester Pawłowski (SLD)
- Sławomir Piechota (PO)
- Elżbieta Radziszewska (PO)
- Elżbieta Ratajczak (LPR)
- Małgorzata Sadurska (PiS)
- Aleksander Sopliński (PSL)
- Leszek Sułek (Samoobrona RP)
- Wiesław Szczepański (SLD)
- Lech Woszczerowicz (Samoobrona RP)
- Wojciech Ziemniak (PO)

## Prezydium komisji wSejmie III kadencji[2]
- Jan Lityński (UW) – przewodniczący
- Stanisław Brzózka (PSL) – zastępca przewodniczącego
- Maciej Manicki (SLD) – zastępca przewodniczącego
- Stanisław Szwed (AWS) – zastępca przewodniczącego
- Ewa Tomaszewska (AWS) – zastępca przewodniczącego

## Prezydium komisji wSejmie II kadencji[3]
- Bogdan Krysiewicz (SLD) – przewodniczący
- Jan Lityński (UW)  – zastępca przewodniczącego
- Józef Mioduszewski (PSL) – zastępca przewodniczącego
- Krystyna Sienkiewicz (UP) – zastępca przewodniczącego

## Prezydium komisji wSejmie I kadencji[4]
- Jan Lityński (UD) – przewodniczący
- Anna Bańkowska (SLD)  – zastępca przewodniczącego
- Zofia Kowalczyk (PSL)  – zastępca przewodniczącego
- Jan Rulewski (NSZZ-S)  – zastępca przewodniczącego
- Alojzy Szablewski (ZChN)  – zastępca przewodniczącego

## Prezydium komisji wSejmie X kadencji PRL[5]
- Teresa Malczewska (PSL) – przewodniczący
- Maria Dmochowska (UD)  – zastępca przewodniczącego
- Andrzej Sidor (PZPR)  – zastępca przewodniczącego